# Rio Ubani
Ubani ou Ibani (em inglês: Bonny)[a] é um rio no estado de Rios, Nigéria. Eflui do Níger em seu delta e flui à cidade de Ubani, 40 quilômetros ao sul de Porto Harcourt.